# Адмирал (Австралия)
Адмирал (англ. Admiral) — высшее военно-морское звание в Королевском ВМФ Австралии в мирное время. Соответствует званию «Генерал» в Армии Австралии и званию «Главный маршал авиации» в Королевских ВВС Австралии. Является «четырёхзвёздным» званием (по применяемой в НАТО кодировке — OF-9).

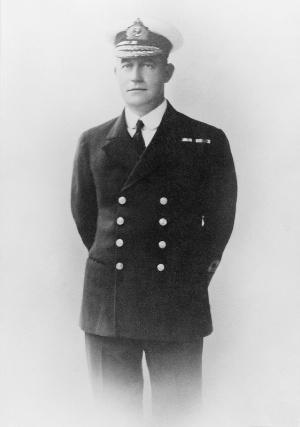
Хайд, Джордж (адмирал) - первый, кто удостоился этого звания (12 июля 1936)

Следует за званием «Вице-адмирал» и является вторым по старшинству званием для военнослужащих КВМФ Австралии в военное время после звания «Адмирал флота». Является прямым аналогом британского звания «Адмирал».

## Положение о звании
Созданный в 1911 году КВМФ Австралии перенял те же звания, что и в Королевском ВМФ Великобритании. Но до 1936 года данное звание не присваивалось морским офицерам ВМФ. Впервые звание Адмирала присвоено 12 июля 1936 года Джорджу Хайду. В 1958 году была создана должность Начальника Сил обороны, а с 1968 года при назначении на эту должность морского офицера ВМФ ему присваивается звание Адмирала.

## Знаки различия
Погон представляет собой Корону Святого Эдуарда над скрещенными жезлом и саблей, над четырьмя восьмиконечными серебряными звёздами, а ниже надпись «AUSTRALIA». До 1995 года погоны КВМФ Австралии были идентичны погонам КВМФ Великобритании. Нарукавный знак различия представляет собой широкую полосу, под которой надпись «AUSTRALIA», а выше три маленькие полосы.

## Носители звания
| № | Имя           | Портрет | Годы жизни | Дата присвоения звания | Прим.                     |
| - | ------------- | ------- | ---------- | ---------------------- | ------------------------- |
| 1 | Джордж Хайд   |         | 1877—1937  | 12 июля 1936           | [ 5 ] [ 7 ]               |
| 2 | Виктор Смит   |         | 1913—1998  | 23 ноября 1970         | [ 8 ] [ 9 ] [ 10 ] [ 11 ] |
| 3 | Энтони Синнот |         | 1922—2001  | 21 апреля 1979         | [ 11 ] [ 12 ]             |
| 4 | Майкл Хадсон  |         | 1933—2005  | 8 марта 1991           | [ 14 ] [ 15 ]             |
| 5 | Алан Бомонт   |         | 1934—2004  | 17 апреля 1993         | [ 11 ] [ 16 ]             |
| 6 | Крис Барри    |         | род. 1945  | 4 июля 1998            | [ 11 ] [ 17 ]             |

## Галерея

Погон[18]
Погон до 1995 года
Нарукавные знаки различия
Штандарт